# Arne Ekeland

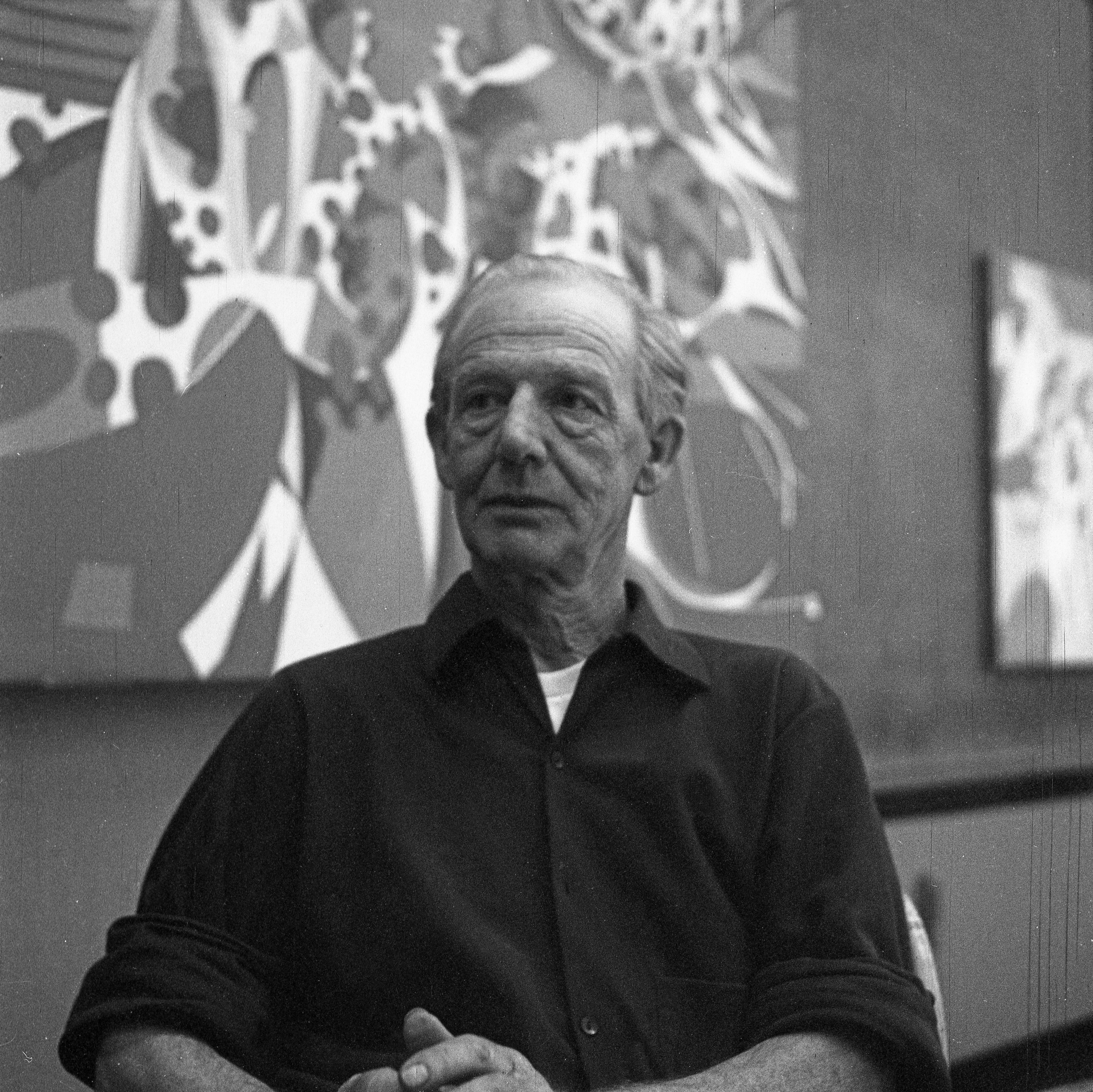
Arne Ekeland

Arne Ekeland, född den 14 augusti 1908 i Bøn i Eidsvoll, död den 28 februari 1994, var en norsk målare.

## Biografi
Ekeland deltog i studerade vid Kunstakademiet i Oslo under bl.a. Axel Revold. Hans intryck av kubismen genom Braque och Picasso stärktes under en vistelse i Paris 1931.
Han fick sitt genombrott vid en utställning 1934 och efter en separatutställning på Kunstnerernes hus 1940 utmärkte han sig som en av de ledande konstnärerna.
Han har skapat verk som "Våren", "Pärlbäcken", "Ångest" och "Frihetens systrar", som hänger i Stortinget. Han var en av dem som verkade inom alla konstformer - inklusive screentryck, tuschlavering, akvarell, gouache och oljemåleri - som han är mest känd för. 
Han var en politisk målare och medlem av kommunistpartiet under större delen av sitt vuxna liv. Många av hans bilder var mycket influerade av hans politiska åsikter, antikrig, humanism, och skönheten han såg omkring sig i naturen och hans familj. Hans måleri är en blandning av surrealism och expressionism.
Med sitt starka politiska och sociala engagemang har han målat människor längtsträckt uttändja och med ödsliga landskap eller trista stadsmiljöer som bakgrund. De hårda, grälla färgerna förstärker intrycket av brutalitet.
Ekeland bodde med Margot, också en aktiv konstnär, fram till sin död i februari 1994. Han fick statlig konstnärslön från 1958  och hans ateljé är fortfarande öppen för besökare i Bön i Eidsvoll.
År 1978 tilldelades Ekeland Prins Eugen-medaljen.